# Assedio di Napoli (1528)
L'assedio di Napoli del 1528 è un episodio della guerra della Lega di Cognac. Il giorno 28 di aprile del 1528, il comandante francese Odet de Foix, conte di Lautrec, pose l'assedio a Napoli, mentre Filippino Doria, nipote di Andrea Doria, ne organizzò il blocco navale con 8 galere. Il Lautrec installò l'accampamento francese la zona attualmente detta del Cimitero delle 366 Fosse a Poggioreale.

## Tentativo di rottura del blocco navale
Verso la fine del mese di aprile, il governatore di Napoli Ugo di Moncada tentò di rompere il blocco navale di Filippino Doria nel golfo salernitano, ma fu sconfitto e ucciso da due archibugiate e gettato in mare. Le perdite imperiali furono molto alte, circa 700. Durante la battaglia fu fatto prigioniero Alfonso III d'Avalos, Marchese del Vasto, che giocò un ruolo determinante nelle successive trattative per il passaggio del Doria nello schieramento imperiale insieme ad altri importanti cavalieri come Ascanio I Colonna. Filippino Doria condusse i prigionieri a Genova.

## L'assedio
Il primo maggio 1528 Carlo V nominò quindi Filiberto di Chalon, principe D'Orange, nuovo governatore di Napoli. Durante l'assedio il Lautrec non volle mai usare le artiglierie per poter conquistare una città intatta e decise di prenderla per fame. Il 22 maggio il comandante delle Bande Nere, Orazio Baglioni, cadde in un'imboscata tesagli nei pressi del fiume Sebeto da un drappello di Lanzichenecchi in sortita e fu ucciso a colpi di picca.
Il 4 di luglio Filippino Doria tolse il blocco navale alla città in seguito al cambio di alleanza di Genova che passò al servizio di Carlo V in cambio della libertà e della soggezione di Savona.
Nell'estate del 1528, per vincere la forte resistenza degli assediati, favorita dalle arti banditesche dell'ex criminale, riabilitato dal principe D'Orange, Vincenzo Ventriglia, detto il Verticillo, che provvide a rifornire clandestinamente Napoli, il comandante francese distrusse le condutture dell'Acquedotto della Bolla le cui acque si sparsero nei terreni vicini, significativamente chiamati "le paludi". Grazie anche alla calura e al versamento di sacchi di frumento marci nelle acque da parte del Verticillo, si sviluppò quindi una violenta pestilenza che condusse alla morte per malattia di molti uomini, tra i quali lo stesso Odet de Foix che morì il 15 di agosto. Il comando dell'esercito francese passò quindi a Luigi di Lorena, signore di Vaumont, che però morì anch'egli dopo pochi giorni di malattia. A questo punto il comando dell'esercito francese passò al marchese Michele Antonio di Saluzzo.

## Fuga dei francesi verso Aversa
Alla morte del Lautrec, i francesi, si ritirarono ad Aversa. Nello stesso momento, Fabrizio Maramaldo con la sua Compagnia d'Italiani prese ai francesi Somma, Nola, Benevento, Nocera, Capua e Pozzuoli. Il principe D'Orange intercettò i francesi ad Aversa prima che potessero fortificarsi uccidendo Michele Antonio di Saluzzo e catturando il famoso ingegnere militare Pietro Navarro e Carlo di Navarra. Pietro Navarro fu rinchiuso a Castel Nuovo dove verrà ucciso nell'agosto del 1528, strangolato o impiccato. Entro il 29 Agosto l'assedio era finito e nessuno dei 60000 francesi tornò vivo in patria.

## Toponomastica napoletana
La collina di Poggioreale era un tempo chiamata monte di Leutrecco o, popolarmente, Lo Trecco (che sarà ancora più deformato in "Trivice", la cui scorretta italianizzazione è "Tredici"). L'origine del termine "Leutrecco" proviene a sua volta dalla deformazione del nome di Odet de Foix, conte di Lautrec. Quest'ultimo installò in questa zona l'accampamento francese durante l'assedio di Napoli.